# James Madison Leach
James Madison Leach, född 17 januari 1815 i Randolph County i North Carolina, död 1 juni 1891 i Lexington i North Carolina, var en amerikansk politiker (demokrat). Han var ledamot av USA:s representanthus 1859–1861 och 1871–1875.
Leach efterträdde 1859 Alfred Moore Scales som kongressledamot och satt kvar till början av amerikanska inbördeskriget.
År 1871 tillträdde han på nytt som ledamot av USA:s representanthus och efterträddes 1875 av Alfred Moore Scales. Hans grav finns på Hopewell Cemetery i Randolph County.